# جائحة فيروس كورونا في أقاليم ما وراء البحار البريطانية
تسرد هذه المقالة الحالات المؤكدة لـ كوفيد-19 في أقاليم ما وراء البحار البريطانية.

## خلفية
في 12 يناير 2020، أكدت منظمة الصحة العالمية عن ظهور فيروس كورونا المستجد كسبب للمرض التنفسي الذي أصاب مجموعة من الأشخاص في مدينة ووهان، مقاطعة خوبي، الصين، إذ أُبلغ عنهم إلى منظمة الصحة العالمية في 31 ديسمبر 2019. كانت نسبة الوفيات بين الحالات المُشخصة بكوفيد-19 أقل بكثير من جائحة فيروس سارس في عام 2003، لكن انتقال العدوى كان أكبر، والوفيات أيضًا.

## أوروبا
- أكروتيري ودكليا
- جبل طارق

## أمريكا الشمالية
- أنغويلا
- برمودا
- الجزر العذراء البريطانية
- جزر كايمان
- مونتسرات
- جزر توركس وكايكوس

## أمريكا الجنوبية
- جزر فوكلاند

## أقاليم ما وراء البحار البريطانية دون حالات مؤكدة
المواقع المشتبه فيها مكتوبة بخط مائل ومشار إليها بعلامة النجمة (*).
| # | منطقة                                        | تعداد السكان | ! القارة        |
| - | -------------------------------------------- | ------------ | --------------- |
| 1 | سانت هيلانة وأسينشين وتريستان دا كونا *      | 6٬077        | أفريقيا         |
| 2 | إقليم المحيط الهندي البريطاني                | 2٬500        | آسيا            |
| 3 | المقاطعة البريطانية بالقارة القطبية الجنوبية | 400          | أنتاركتيكا      |
| 4 | جزر بيتكيرن                                  | 50           | أوقيانوسيا      |
| 5 | جورجيا الجنوبية وجزر ساندويتش الجنوبية       | 20           | أمريكا الجنوبية |